# Gräsrotsfinansiering
Gräsrotsfinansiering, folkfinansiering eller massfinansiering (en. crowdfunding och crowd sourced fund raising) är en modern metod för att finansiera projekt eller idéer. Det sker genom att söka förskottsbetalning från intressenter, ofta via internetbaserade system, och är en sorts insamling av pengar.

## Användning
Gräsrotsfinansiering används inom en mängd olika områden som ett sätt att samla ihop medel till ett projekt. Det minskar risken för producenterna, genom att man låter intressenter betala för sig innan själva produktionen påbörjas. Det har blivit ett allt mer populärt sätt att finansiera kulturprojekt. Det kan också handla om miljöprojekt, välgörenhetsprojekt, journalistiska projekt, artister som söker stöd från sina fans eller att samla in startkapital för ett företag.

### Historik
Begreppet gräsrotsfinansiering kopplas ofta samman med internets genombrott, även om olika metoder för förskottsbetalning av en vara eller tjänst funnits länge. Ett av de tidigaste projekten som gräsrotsfinansierats via internet skedde 1997 i samband med rockgruppen Marillions Europaturné. Gruppens keyboardist Mark Kelly meddelade på Internet att Marillion inte skulle turnera i USA på grund av bristande stöd från deras skivbolag. Detta ledde till att Marillionfans samlade ihop 60 000 US-dollar, vilket gjorde det möjligt för gruppen att genomföra en turné runt i Nordamerika.
Begreppet crowdfunding började förekomma allmänt från 2006 där bland annat olika film-, musik- och serie- och bokprojekt sökte förhandsstöd från intresserade konsumenter via Internet. Specialiserade webbplatser har etablerats med inriktning mot en engelskspråkig (exempel: Kickstarter), spanskspråkig (exempel: Verkami) eller tyskspråkig (exempel: Startnext) målgrupp.
Den största gräsrotsfinansiering som genomförts skedde på Kickstarter år 2014, när Coolest Cooler (kylbox på hjul) drog in 13,3 miljoner dollar efter att man hade sökt 50 000 dollar. Det finns även en nättidning på svenska som skriver nyheter om gräsrotsfinansiering.

### Statistik
I en svensk undersökning från 2020 betalade sju procent av de svenska internetanvändarna över 16 år för att stödja en upphovsman direkt för en produktion och ta del av deras innehåll. Två procent angav att de betalade via Swish och tre procent med hjälp av plattformen Patreon medan tre procent angav att de betalade på ett annat sätt. Det var dubbelt så många män som kvinnor som angav att de stödde en upphovsman direkt, tio procent respektive fem procent bland kvinnorna. Vanligast var det bland män i åldern 26–35 år där siffran var 18 procent.

## Benämning
Begreppet crowdfunding började förekomma i svensk skrift runt 2008. Olika förslag på försvenskningar av begreppet har lanserats, inklusive gräsrotsfinansiering, folkfinansiering, och massfinansiering Det förstnämnda har vunnit mest spridning i svensk skrift, inklusive hos regeringen och riksdagen.
På andra europeiska språk har alternativa namn lanserats på bokmål (folkefinansiering), katalanska (micromecenatge), finska (joukkorahoitus), portugisiska (financiamento colectivo) och spanska (micromecenazgo).

## Swishjournalistik
Swishjournalistik eller swishjournalist har kommit att bli ett uttryck för en journalistisk verksamhet eller journalist som finansieras direkt av kunderna, ofta med hjälp av betaltjänsten Swish.
Begreppet avser publikationer, journalister och opinionsbildare som finansieras helt eller delvis via frivillig betalning för tjänsten, något som blivit enklare att göra i och med tillkomsten av sociala medier kombinerat med betaltjänsten Swish. Företeelsen har likheter med att finansiera ett projekt med gräsrotsfinansiering (crowdfunding), men genom enkelheten hos betaltjänsten Swish kan finansiering av ett projekt initieras av en enskild person utan att gå via etablerade kanaler för marknadsföring.
Begreppet kan avse finansiering av "smala" projekt där det kan vara svårt att hitta finansiering via de etablerade kanalerna för marknadsföring. Begreppet har även använts nedsättande om verksamhet som riktar sig mot en bredare målgrupp och som blandar journalistik och opinionsbildning.
I en granskning utförd av reportern Jonna Westin hösten 2018 i SR-programmet Medierna undersöktes verksamhet och finansiering hos följande aktörer som Westin karakteriserade som "Swishmedier":
- Blank spot project med Brit Stakston och Martin Schibbye med rapportering från "bortglömda hörn" i världen
- Jojje Olsson med rapportering om Kina
- Jörgen Huitfeldt med samhällstidskriften Kvartal
- Katerina Janouch, invandringskritisk samhällsdebattör, enligt egen twitter-presentation "Författare, swishjournalist (tel-nr)"[18]
- Joakim Lamotte med parollen "oberoende journalistik"

Margit Richert problematiserade i januari 2020 fenomenet swishjournalistik där hon ser finansieringsmodellen som en potentiell risk för oberoendet hos Jojje Olsson och hans rapportering från Kina.
Ordet swishjournalist togs med i 2018 års nyordslista.